# ドラーケン級水雷艇
ドラーケン級水雷艇（デンマーク語: Dragen Klassen Torpedobåd）は、デンマーク海軍が建造した水雷艇である。1930年から1935年にかけて6隻が就役したが、第二次世界大戦時にナチス・ドイツ海軍に接収され運用された。

## 概要
ドラーケン級はドラーケン、フヴァーレン（Havlen）、ラクセン（Laxen）、グレンテン（Glenten）、ヘーゲン（Høgen）、オルネン（Ørnen）の6隻が建造されたが、主砲が7.5cm砲の前期型3隻と8.7cm砲の後期型3隻に分けられる。
1940年4月のドイツ軍による侵攻で接収され、その後、20mm機銃一丁以外の兵装が撤去されドイツ海軍で訓練魚雷揚収艦兼標的艦とされた。1942年にはTFA1から6と改名され、TFA3（旧ドラーケン）が1945年5月14日に触雷により沈没。残る5隻も1945年6月14日に補給艦ドナウの爆発事故により全損となった。